# Ostend Challenger
L'Ostend Challenger è stato un torneo professionistico di tennis giocato su campi in terra rossa. Faceva parte dell'ATP Challenger Series. Si giocava annualmente a Ostenda in Belgio.

## Albo d'oro

### Singolare
| Anno       | Campione               | Finalista              | Punteggio     |
| ---------- | ---------------------- | ---------------------- | ------------- |
| 1981       | Jérôme Potier          | Miloslav Lacek         | 6–2, 6–2      |
| 1982       | Libor Pimek            | Haroon Ismail          | 6–2, 7–5      |
| 1983- 1984 | Non disputato          | Non disputato          | Non disputato |
| 1985       | Bruno Orešar           | Juan Antonio Rodríguez | 6–4, 7–6      |
| 1986- 1987 | Non disputato          | Non disputato          | Non disputato |
| 1988       | Gerardo Vacarezza      | Srinivasan Vasudevan   | 6–1, 6–1      |
| 1989- 1992 | Non disputato          | Non disputato          | Non disputato |
| 1993       | Jean-Philippe Fleurian | Jan Apell              | 7–6, 7–5      |
| 1994       | Christian Ruud         | Johan Van Herck        | 2–6, 6–4, 6–1 |
| 1995       | Johan Van Herck        | Frédéric Fontang       | 6–3, 6–2      |
| 1996       | Thierry Champion       | Kris Goossens          | 6–3, 6–4      |
| 1997       | Jordi Burillo          | Álex Calatrava         | 7–6, 3–6, 7–5 |
| 1998       | Andrew Ilie            | Martín Rodríguez       | 6–2, 6–2      |
| 1999       | Olivier Malcor         | Álex López Morón       | 6–3, 6–1      |
| 2000       | Olivier Rochus         | Johan Van Herck        | 6–4, 6–4      |

### Doppio
| Anno       | Campioni                            | Finalisti                              | Punteggio     |
| ---------- | ----------------------------------- | -------------------------------------- | ------------- |
| 1981       | John Feaver (1) Chris Johnstone     | Cliff Letcher Warren Maher             | 6–4, 6–4      |
| 1982       | John Feaver (2) Andrew Jarrett      | Joel Bailey Haroon Ismail              | 6–2, 6–3      |
| 1983- 1984 | Non disputato                       | Non disputato                          | Non disputato |
| 1985       | Alain Brichant Jan Van Langendonck  | Massimo Cierro Ivan Kley               | 6–2, 6–2      |
| 1986- 1987 | Non disputato                       | Non disputato                          | Non disputato |
| 1988       | Per Henricsson Nicklas Utgren       | Joakim Berner Tomas Nydahl             | 6–1, 7–5      |
| 1989- 1992 | Non disputato                       | Non disputato                          | Non disputato |
| 1993       | Stephen Noteboom Jack Waite         | Jean-Philippe Fleurian Andrea Gaudenzi | 6–7, 6–1, 6–4 |
| 1994       | Marcos Górriz Libor Pimek           | Jeff Belloli Martin Zumpft             | 7–6, 2–6, 6–4 |
| 1995       | Clinton Ferreira Aleksandar Kitinov | Emanuel Couto Tomáš Anzari             | 3–6, 7–6, 6–3 |
| 1996       | Lucas Arnold Ker David Škoch        | Wim Neefs Yuri Soberon                 | 7–6, 6–1      |
| 1997       | Kris Goossens Tom Vanhoudt          | Tarik Benhabiles Julien Boutter        | 3–6, 6–4, 6–0 |
| 1998       | Cristian Brandi Filippo Messori     | Diego del Río Vincenzo Santopadre      | 4–6, 6–2, 6–3 |
| 1999       | Marcos Ondruska Steven Randjelovic  | Xavier Malisse Wim Neefs               | 6–2, 6–4      |
| 2000       | Tim Crichton Ashley Fisher          | Francisco Cabello Damian Furmanski     | 6–4, 2–6, 6–1 |